# 그림스비: 용감한 형제
《그림스비: 용감한 형제》(영어: Grimsby)는 2016년 공개된 첩보 액션 코미디 영화이다.
그림스비는 영국에서 2016년 2월 24일, 미국에서 2016년 3월 11일 소니 픽처스 릴리싱에 의해 개봉되었다. 영화 평론가들로부터 좋지 않은 평가를 받았고, 3,500만 달러의 예산을 회수하지 못하며 흥행에 실패했다.

## 줄거리
28년 전 헤어진 형제 노비와 서배스천은 극명하게 다른 삶을 살고 있다. 노비는 그림즈비에서 술에 빠져 축구 훌리건으로 살아가며 11명의 아이를 둔 가장이지만, 동생 서배스천은 영국 비밀정보부(MI6) 최고의 요원이 되어 있었다. 어느 날 서배스천은 자선 행사에서 암살 계획을 알게 되고, 노비는 서배스천을 만나러 행사장에 간다. 재회 순간 노비의 실수로 인해 서배스천은 엉뚱한 사람에게 총을 쏘게 되고, 두 형제는 경찰과 범죄자들에게 쫓기는 신세가 된다.
서배스천은 자신의 결백을 주장하지만 MI6는 그를 배신자로 여기고 암살자를 보낸다. 형제는 도망치는 과정에서 우여곡절을 겪고, 서배스천은 노비의 도움으로 목숨을 건진다. 그들은 암살 계획의 배후에 있는 인물을 찾기 위해 남아프리카 공화국으로 향한다. 잠입 수사 중 예기치 못한 사건들로 인해 두 사람은 코끼리 질 속에 숨는 등 엉뚱한 상황에 놓이기도 한다.
힘든 여정 속에서 노비는 과거 서배스천을 위해 자신이 희생했음을 고백하고, 형제는 화해한다. 그들은 최종적으로 잉글랜드와 독일의 축구 결승전이 열리는 칠레로 향한다. 그곳에서 형제는 악당들이 바이러스를 살포하려는 계획을 알아차리고, 서배스천이 인질로 잡힌다. 노비는 악당들을 제압하고 서배스천을 구출한다.
형제는 경기장으로 돌아와 바이러스를 실은 폭죽을 막기 위해 노력하고, 결국 자신들이 폭죽 위에 올라타 폭발을 막는다. 한편 서배스천의 총이 오발되어 에이즈 감염자인 대니얼 래드클리프를 쏘고 거기에서 튄 피가 도널드 트럼프의 입에 들어가 트럼프를 감염시킨다. 세상에는 형제가 희생한 것으로 알려지지만 사실 그들은 살아있었고, 바이러스에 면역이 된 이유가 코끼리 정액 때문이라는 사실을 알게 된다. 퇴원 후 형제는 새로운 임무를 받지만 노비가 어처구니없는 판단으로 같은 팀원들을 사살하며 또 다른 사건을 예고한다.

## 출연
- 사샤 배런 코언
- 마크 스트롱
- 아일라 피셔
- 레블 윌슨
- 페넬로페 크루스
- 개버레이 시디베이
- 애너벨 월리스
- 데이비드 헤어우드
- 조니 베이거스
- 스콧 애드킨스
- 샘 헤이즐다인
- 바카드 아브디
- 탬진 애저턴
- 이언 맥셰인
- 피터 베이넘
- 렉스 슈래프널